# HMS Cossack (F03)
L'HMS Cossack, quinta nave da guerra britannica a portare questo nome, è stato un cacciatorpediniere classe Tribal della Royal Navy. Impostato il 9 giugno 1936 nei cantieri Vickers-Armstrong di Newcastle, venne varato l'8 giugno 1937 ed entrò in servizio il 7 giugno 1938.

## Servizio
La prima azione della Cossack fu il cosiddetto incidente dell'Altmark, il 16 febbraio 1940, che si svolse nello Jøssingfjord, nelle acque della ancora neutrale Norvegia, risolvendosi nella liberazione dei marinai britannici fatti prigionieri dalla Graf Spee e tenuti a bordo della nave appoggio Altmark e nell'uccisione di sette membri dell'equipaggio. La Cossack giunse a Leith, in Scozia, il 17 febbraio seguente con i 299 prigionieri liberati. Il governo norvegese protestò ufficialmente per la violazione della neutralità del paese e richiese la restituzione dei prigionieri, spinto anche dalle proteste reiterate del governo tedesco.
Il 13 aprile partecipò alla Seconda battaglia di Narvik, rimanendo gravemente danneggiata e arenendosi sulla spiaggia. Riuscì a tornare in patria il 29 aprile, dopo una serie di riparazioni di emergenza effettuate in Norvegia. Nel mese di dicembre, insieme all'incrociatore da battaglia Hood, all'incrociatore leggero Edinburgh e ai cacciatorpediniere Electra, Echo ed Escapade, prese parte ad una missione di ricerca di una corsara tedesca che sembrava aver rotto il blocco alleato riuscendo a raggiungere l'Atlantico settentrionale.
L'informazione si rivelò essere falsa e, dopo una settimana in mare, tornò in porto il 31 dicembre.
Nel maggio 1941 partecipò alla caccia alla Bismarck, dopo essere stato richiamata dalla scorta al convoglio WS-8B diretto in Medio Oriente, insieme ad altri quattro cacciatorpediniere, per dirigersi nell'area in cui era stata segnalata la nave da battaglia nemica. La Bismarck venne individuata nel pomeriggio del 26 maggio ed i cacciatorpediniere la attaccarono con i siluri per tutta la notte, impedendo ai marinai della nave di riposare per la battaglia del giorno successivo.
Il 24 ottobre seguente, mentre scortava un convoglio diretto da Gibilterra al Regno Unito, la Cossack venne colpita da un siluro lanciato dall'U-Boot U-563, comandato da Klaus Bargsten, che uccise 159 uomini dell'equipaggio compreso il capitano. Venne presa a rimorchio da un rimorchiatore che iniziò il traino verso Gibilterra, reso impossibile il giorno seguente dal peggiorare delle condizioni atmosferiche. La nave affondò il 27 ottobre nell'Atlantico circa 100 miglia ad ovest di Gibilterra.